# Olmenhorn
Das Olmenhorn ist ein 3314 Meter hoher Berg im Kanton Wallis in der Schweiz. Er befindet sich an der Westflanke des Grossen Aletschgletschers auf der Grenze der Gemeinden Bettmeralp und Fieschertal.